# ناوچه دنیپروپتروفسک
ناوچه دنیپروپتروفسک (به انگلیسی: Ukrainian frigate Dnipropetrovsk) یک کشتی بود که طول آن ۴۰۵٫۳ فوت (۱۲۳٫۵ متر) بود. این کشتی در سال ۱۹۷۷ ساخته شد.